# Nguyễn Như Vĩ
Nguyễn Như Vĩ (sinh 1944) là đại biểu Quốc hội Việt Nam khóa X. Ông thuộc đoàn đại biểu Nghệ An.
Tên thường gọi: Nguyễn Như Vĩ
Ngày sinh: 21/10/1944
Giới tính: Nam
Dân tộc: Kinh
Tôn giáo: Không
Quê quán: Xã Quỳnh Đôi, huyện Quỳnh Lưu, Nghệ An
Trình độ chuyên môn: Kỹ sư cơ điện
Nghề nghiệp, chức vụ: Phó Bí thư tỉnh uỷ, Chủ tịch HĐND tỉnh Nghệ An, Ủy viên Ủy ban Kinh tế và Ngân sách của Quốc hội
Nơi làm việc: Hội đồng nhân dân tỉnh Nghệ An
Nơi ứng cử: Nghệ An
Đại biểu Quốc hội khoá: X
Đại biểu chuyên trách: Không
Đại biểu Hội đồng Nhân dân: Không